# V.v. DES
v.v. DES (voetbalvereniging Door Eendracht Sterk; in het clublogo wordt de afkorting met punten geschreven D.E.S.) is een Nederlandse amateurvoetbalclub uit Nijverdal in Overijssel opgericht in 1922. Het standaardelftal speelt in het seizoen 2023/24 in de vierde klasse zaterdag van het KNVB-district Oost. De vereniging heeft geen zondagafdeling.

## Geschiedenis
De eerste seizoenen werden er enkel oefenwedstrijden gespeeld en af en toe een toernooi. In het seizoen 1931/32 werd de vereniging voor het eerst toegelaten tot een competitie, de 1e klasse van de Christelijke Nederlandse Voetbal Bond (C.N.V.B.). Dat was destijds de hoogst haalbare klasse in district Oost. In 1934 werd de eerste trainer aangesteld J.W. Harmsen uit Enschede, de linksback van Enschedese Boys, heeft het 1e team twee jaar lang getraind. In 1940 werd er wederom een trainer aangesteld. Ditmaal viel de keus op  C. Schlosser. Hij was een speler van Heracles in de jaren twintig en werd met Heracles in 1926-27 kampioen van Nederland.
De C.N.V.B. werd opgeheven per 1 augustus 1940. Aangezien de K.N.V.B. nogal moeilijk deed, besloot het bestuur toe te treden tot de T.V.B. In 1946 werd DES voor het eerst toegelaten tot de K.N.V.B. Ditmaal in de 4e klasse, op dat moment het hoogste niveau in district Oost. Met uitzondering van het seizoen 1952/53 speelde de club tot 1970 op het hoogste niveau.
De club speelt op Sportpark Gagelman in Nijverdal.

## Erelijst
- 1932 – Kampioen 1e klasse CNVB
- 1932 – Winnaar van de Rotterdammer beker op de Bondsdag te Amersfoort. Tegenstanders: Go Ahead Kampen, CSV Zwolle en DESTO Utrecht.
- 1933 – Winnaar van de Rotterdammer beker op de Bondsdag te Amersfoort. Tegenstanders: Oranje Wit, Huizen, Dindia Enkhuizen en DVV Utrecht.
- 1934 – Kampioen 1e klasse CNVB
- 1934 – Winnaar van de Rotterdammer beker op de Bondsdag te Amersfoort. Tegenstanders: DVV Utrecht, DOTO, O.N. Almelo en DESTO Utrecht. Dit was de derde keer in successie waardoor de wisselbeker behouden mocht worden.
- 1934 – Nederlands kampioen bij de zaterdagamateurs.[3]
- 1937 – Kampioen 1e klasse CNVB
- 1941 – Kampioen 1e klasse TVB
- 1949 – Kampioen 4e klasse KNVB
- 1952 – Kampioen 4e klasse KNVB
- 1953 – Kampioen 3e klasse KNVB
- 1953 – Kampioen District Oost bij de zaterdagamateurs.
- 1953 – Derde plaats bij het Nederlands kampioenschap voor zaterdagamateurs.
- 1979 – Kampioen 3e klasse KNVB
- 1992 – Kampioen 4e klasse KNVB
- 1994 – Kampioen 4e klasse KNVB
- 2002 – Kampioen 3e klasse KNVB
- 2006 – Kampioen 3e klasse KNVB
- 2024 – Kampioen 4e klasse KNVB

## Tenues
Bij de oprichting in 1922 werd er gekozen voor rood en zwart als clubkleuren. De reden van deze keuze is niet bekend, maar een voor de hand liggende reden zou kunnen zijn dat het een verwijzing is naar 'Het Rooie Dorp', de wijk waar de oprichters woonden. In 1947 werd er besloten een shirt met een ander patroon te laten maken. Het traditionele rode shirt met verticale zwarte band en zwarte kraag werd ingeruild voor een shirt met vier grote rood-zwarte blokken en zwarte kraag. Met een enkele uitzondering waren de hoofdkleuren rood en zwart. Vanaf 1959 speelde DES twee seizoenen in een wit shirt met een rood-zwart embleem op de linkerborst. Na dit uitstapje speelde de club in een rood shirt met zwarte kraag en zwarte bies rond de V-hals. Bij het volgende shirt was de zwarte bies iets afgezakt en stond er een grote zwarte 'V' op het rode shirt (zwarte kraag). Vervolgens speelde DES van 1965 tot en met 1967 in het typerende rood/zwart gestreepte shirt. Van 1968 tot en met 1972 werd er gekozen voor een wit shirt. Eerst met een rood-zwarte diagonale streep. Een jaar later (1969) met de streep verticaal aan de rechterkant. Vanaf 1973 keert het rood/zwart gestreepte shirt definitief terug.

## Competitieresultaten 1932–2025
| 1 C1 |

| 3 C1 |

| 1 C1 |

| 4 C1 |

| 2 C1 |

| 1 C1 |

| 8 C1 |

| 6 C1 |

| 3 C1 |

| 1 |

|  |

|  |

|  |

|  |

| 3 |

| 7 4A |

| 2 4A |

| 1 4B |

| 2 4B |

| 8 3A |

| 1 4B |

| 1 3A |

| 5 3A |

| 4 3A |

| 4 3A |

| 4 3A |

| 3 3B |

| 2 3B |

| 2 3B |

| 2 |

| 6 |

| 4 2C |

| 7 2C |

| 9 2C |

| 9 2C |

| 9 2D |

| 12 2C |

| 9 2D |

| 6 2E |

| 8 2D |

| 11 2C |

| 8 3B |

| 4 3B |

| 2 3B |

| 3 3A |

| 7 3A |

| 7 3A |

| 1 3A |

| 14 2D |

| 5 3B |

| 9 3B |

| 9 3B |

| 9 3B |

| 8 3B |

| 6 3B |

| 5 3B |

| 7 3B |

| 7 3B |

| 10 3B |

| 2 4D |

| 1 4D |

| 11 3B |

| 1 4D |

| 5 3B |

| 10 3B |

| 5 3C |

| 2 3C |

| 3 3C |

| 2 3C |

| 6 3C |

| 1 3C |

| 12 2J |

| 3 3D |

| 3 3D |

| 1 3D |

| 10 2J |

| 8 3D |

| 8 3D |

| 8 3D |

| 5 3D |

| 7 3D |

| 7 3D |

| 9 3D |

| 10 3D |

| 4 3D |

| 5 3D |

| 4 3D |

| 11 3D |

| - 3D |

| - 3D |

| 9 3D |

| 13 3D |

| 1 4C |

| - 3N |

| Tweede klasse | Derde klasse | Vierde klasse | Eerste klasse TVB | Eerste klasse CNVB |

Opmerking: In april 1942 werd er op het Sportpark een bord geplaatst met daarop de tekst 'Verboden voor Joden'. Hierop werd besloten te stoppen met het spelen van wedstrijden. Nadat de KNVB hier geen akkoord voor had gegeven, werd besloten de club tijdelijk te ontbinden. Op dat moment stond de club, met nog 1 wedstrijd te gaan, op de eerste plaats.
In elke staaf van de grafiek staat van boven naar beneden vermeld: 
- Eindnotering

Dit is de positie die de club heeft bereikt in de competitie, zonder eventuele beslissings-, play-off- of nacompetitiewedstrijden die nodig zijn geweest om bijvoorbeeld de kampioen van de competitie te bepalen.
Indien een * achter het getal staat is de notering een tussenstand en kan het zijn dat de notering niet overeenkomt met de uiteindelijke eindstand van de competitie.
Staat er een - dan is het seizoen nog bezig en is er geen definitieve uitslag bekend.
Staat er xx op de positie van de notering, dan heeft de club vroegtijdig de competitie verlaten. Dit kan onder andere komen door terugtrekking van het team, faillissement van de club of door een uitgedeelde straf van de KNVB. In veel gevallen staat elders in het artikel de reden vermeld.
Staat er een ? dan is het resultaat uit het verleden onbekend, en is alleen de competitie of het niveau bekend van dat seizoen.
In de seizoenen 2019/20 en 2020/21 werd wegens de coronacrisis het amateurvoetbal afgebroken. Daardoor kennen deze staven geen eindklassering (middels -- weergegeven).
- Competitieniveau en afdelingsletter of Officiële eindstand Eredivisie
  - Competitieniveau en afdelingsletter

Hierbij geeft het getal het niveau weer, dat ook terug te vinden is in de legenda. De letter is de afdelingsaanduiding en wordt gebruikt wanneer er meer afdelingen zijn op hetzelfde niveau. De afdelingsletter is altijd een hoofdletter en wordt meestal zonder nummer gebruikt.
Voorbeeld: 2F is niveau 2e klasse competitie F.
Het competitieniveau en nummer wordt niet vermeld wanneer er slechts één competitie van dit niveau was.
  - Officiële eindstand Eredivisie (getal staat tussen haakjes vermeld)

Sinds de introductie van play-offwedstrijden voor Europees voetbal na afloop van de reguliere competitie in 2005/06, is de KNVB verplicht een eindstand van de Eredivisie door te geven aan de UEFA aan de hand van deze play-offwedstrijden.
Bij deze eindstand staan clubs die zich hebben gekwalificeerd voor Europees voetbal hoger dan clubs die zich niet wisten te kwalificeren. Indien er geen verschil was tussen de eindnotering en de officiële eindstand, staat dit getal niet vermeld.

- Onderafdeling

Hier staat afgekort de naam van de onderafdeling indien de club in dat jaar in een onderafdeling uitkwam. Tevens staat deze afkorting in de legenda en wordt gelinkt naar het artikel over deze onderafdeling. Deze afkorting wordt alleen vermeld wanneer de club in het verleden in verschillende onderafdelingen heeft gespeeld. Deze vermelding is in de staaf altijd in kleine letters. Deze onderafdelingen zijn na het seizoen 1995/96 afgeschaft. Heeft de club in slechts één onderafdeling gespeeld, dan is dit alleen terug te vinden in de legenda.
Onder de staaf staat het jaartal vermeld waarin het seizoen is afgesloten. 15 verwijst naar het seizoen 2014/15 of eventueel het seizoen 1914/15.
Wanneer een staaf leeg is, zijn deze gegevens niet bekend. Het kan ook zijn dat de club dat seizoen niet heeft meegespeeld op het hogere amateurniveau, vroegtijdig de competitie heeft verlaten of uit de competitie is gezet.

In het seizoen 1944/45 was er wegens de Tweede Wereldoorlog geen regulier competitievoetbal.
| Ontwikkeling Ledental | Ontwikkeling Ledental | Ontwikkeling Ledental | Ontwikkeling Ledental | Ontwikkeling Ledental |
| --------------------- | --------------------- | --------------------- | --------------------- | --------------------- |
| 1922                  | 13                    |                       | 1975                  | 472                   |
| 1930                  | 35                    |                       | 1980                  | 496                   |
| 1935                  | 53                    |                       | 1985                  | 510                   |
| 1940                  | 40                    |                       | 1990                  | 497                   |
| 1945                  | 71                    |                       | 1995                  | 520                   |
| 1950                  | 159                   |                       | 2000                  | 499                   |
| 1955                  | 165                   |                       | 2005                  | 500                   |
| 1960                  | 207                   |                       | 2010                  | 630                   |
| 1965                  | 273                   |                       | 2015                  | 681                   |
| 1970                  | 393                   |                       | 2020                  | 660                   |

## Bekende spelers
- Kas Woudsma: Nederlands Zaterdagelftal (1950-1964)
- Collins John: FC Twente, Jong Oranje
- Paddy John: FC Twente, Heracles
- Ola John: FC Twente, Benfica, Nederlands Elftal
- Jan-Willem Staman: International Guam (2015-2016)

## Bekende trainers
- Leo Halle: 1952-1958
- Herman Morsink: 1977-1980 en 1996-2000
- Dick Schneider: 1985-1987
- Ben Spanhaak: 1987-1991